# Pair-et-Grandrupt
Pour les articles homonymes, voir Pair et Grandrupt.
Pair-et-Grandrupt [pɛʁ e ɡʁɑ̃ʁy]  est une commune française située dans le département des Vosges en région Grand Est.

## Géographie

### Localisation
La commune de Pair-et-Grandrupt regroupe à sa création, les communautés du Pair et de Grandrupt, d'où le nom qui lui a été attribué. Au milieu du XIXe siècle, s'y est joint le hameau de Vanifosse, qui auparavant faisait partie de la commune de Frapelle, comme l'attestent les nombreuses mentions relevées dans les états civils de ces deux communes.

### Géologie et relief
La commune de Pair-et-Grandrupt s'étage sous forme de différents vallons et collines entre la prairie de la vallée de la Fave qui commence à 350 mètres d'altitude et les collines de l'Ormont au relief mamelonné vers le nord, en particulier à proximité du Chêne de la Vierge, arbre portant chapelotte sur la commune de Nayemont-les-Fosses à 474 mètres d'altitude. Le territoire forme un triangle entre Neuvillers-sur-Fave à l'est, Nayemont-les-Fosses à l'ouest et au nord, Remomeix et Sainte-Marguerite au sud.
Aux yeux des observateurs ignorants de la civilisation montagnarde vosgienne, la commune de Pair-et-Grandrupt ne semble pas affirmer une forte unité ; l'habitat de cette vieille contrée des collines de l'Ormont apparaît dispersé, le relief est vallonné et la voirie mal développée. Sa belle modernisation facilite pourtant l'alignement de nouvelles habitations qui colmate par ce récent réseau la vieille dispersion de fermes et de hameaux. En réalité, la rurbanisation après 1970 qui survient après une longue déprise agricole depuis 1890 et les actions des Associations Foncières Pastorales ont contribué à façonner le paysage. L'eau assez rare sur ce versant de montagne effondré a longtemps dicté les lois de répartition.

### Sismicité
Commune située dans une zone 3 de sismicité modérée.

#### Communes limitrophes
| Nayemont-les-Fosses |                   | Neuvillers-sur-Fave |
|                     | Pair-et-Grandrupt |                     |
| Sainte-Marguerite   | Remomeix          | Raves               |

### Hydrographie et les eaux souterraines
Hydrogéologie et climatologie : d’information pour la gestion des eaux souterraines du bassin Rhin-Meuse :
Territoire communal : Occupation du sol (Corinne Land Cover); Cours d'eau (BD Carthage),
Géologie : Carte géologique; Coupes géologiques et techniques,
 Hydrogéologie : Masses d'eau souterraine; BD Lisa; Cartes piézométriques.
La commune est située dans le bassin versant du Rhin au sein du bassin Rhin-Meuse. Elle est drainée par la Fave, la ruisseau la Morte, le ruisseau de l'Aunaie et le ruisseau du Pain,.
La Fave, d'une longueur totale de 22,2 km, prend sa source dans la commune de Lubine et se jette dans la Meurthe à Saint-Dié-des-Vosges, après avoir traversé onze communes.
La Morte, d'une longueur totale de 14,3 km, prend sa source dans la commune de La Croix-aux-Mines et se jette dans la Fave à Neuvillers-sur-Fave, après avoir traversé six communes.

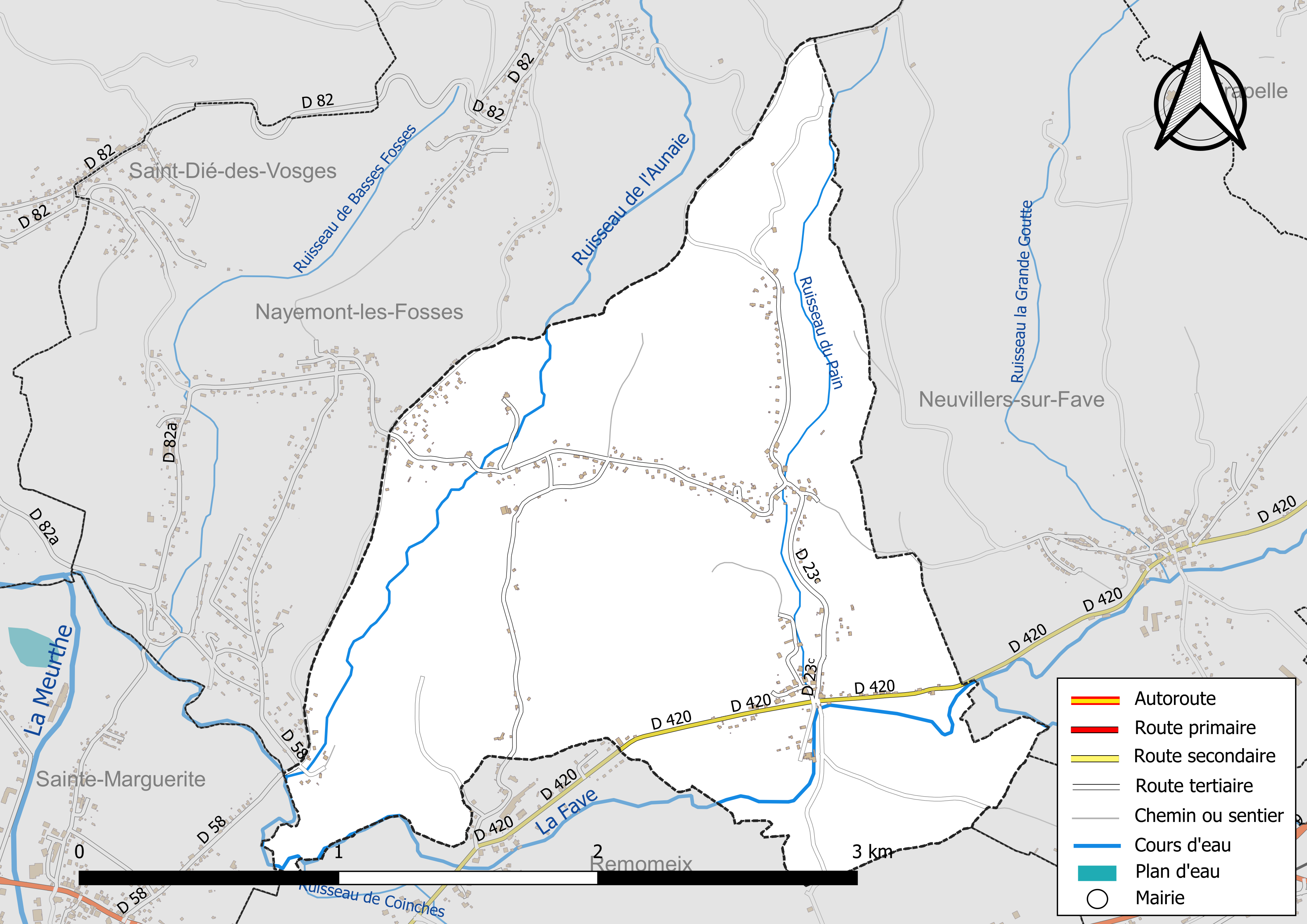
Réseaux hydrographique et routier de Pair-et-Grandrupt.

La qualité des eaux de baignade et des cours d’eau peut être consultée sur un site dédié géré par les agences de l’eau et l’Agence française pour la biodiversité.

### Climat
Pour des articles plus généraux, voir Climat du Grand Est et Climat des Vosges.
En 2010, le climat de la commune est de type climat des marges montargnardes, selon une étude du Centre national de la recherche scientifique s'appuyant sur une série de données couvrant la période 1971-2000. En 2020, Météo-France publie une typologie des climats de la France métropolitaine dans laquelle la commune est exposée à un climat semi-continental et est dans la région climatique  Vosges, caractérisée par une pluviométrie très élevée (1 500 à 2 000 mm/an) en toutes saisons et un hiver rude (moins de 1 °C). 
Pour la période 1971-2000, la température annuelle moyenne est de 9,4 °C, avec une amplitude thermique annuelle de 17,1 °C. Le cumul annuel moyen de précipitations est de 1 176 mm, avec 13,1 jours de précipitations en janvier et 11,2 jours en juillet. Pour la période 1991-2020, la température moyenne annuelle observée sur la station météorologique de Météo-France la plus proche, « Ban-de-Sapt », sur la commune de Ban-de-Sapt à 7 km à vol d'oiseau, est de 10,3 °C et le cumul annuel moyen de précipitations est de 1 027,3 mm. 
La température maximale relevée sur cette station est de 36,9 °C, atteinte le 7 août 2015 ; la température minimale est de −17 °C, atteinte le 19 décembre 2009,,. 
Les paramètres climatiques de la commune ont été estimés pour le milieu du siècle (2041-2070) selon différents scénarios d'émission de gaz à effet de serre à partir des nouvelles projections climatiques de référence DRIAS-2020. Ils sont consultables sur un site dédié publié par Météo-France en novembre 2022.

## Urbanisme

### Typologie
Au 1er janvier 2024, Pair-et-Grandrupt est catégorisée commune rurale à habitat dispersé, selon la nouvelle grille communale de densité à sept niveaux définie par l'Insee en 2022.
Elle appartient à l'unité urbaine de Saint-Dié-des-Vosges, une agglomération intra-départementale regroupant 16  communes, dont elle est une commune de la banlieue,,. Par ailleurs la commune fait partie de l'aire d'attraction de Saint-Dié-des-Vosges, dont elle est une commune de la couronne,. Cette aire, qui regroupe 47 communes, est catégorisée dans les aires de 50 000 à moins de 200 000 habitants,.

### Occupation des sols
L'occupation des sols de la commune, telle qu'elle ressort de la base de données européenne d’occupation biophysique des sols Corine Land Cover (CLC), est marquée par l'importance des forêts et milieux semi-naturels (50,1 % en 2018), une proportion identique à celle de 1990 (50,1 %). La répartition détaillée en 2018 est la suivante : 
forêts (49,9 %), prairies (33,2 %), zones agricoles hétérogènes (8,9 %), zones urbanisées (7,8 %), milieux à végétation arbustive et/ou herbacée (0,2 %). L'évolution de l’occupation des sols de la commune et de ses infrastructures peut être observée sur les différentes représentations cartographiques du territoire : la carte de Cassini (XVIIIe siècle), la carte d'état-major (1820-1866) et les cartes ou photos aériennes de l'IGN pour la période actuelle (1950 à aujourd'hui).

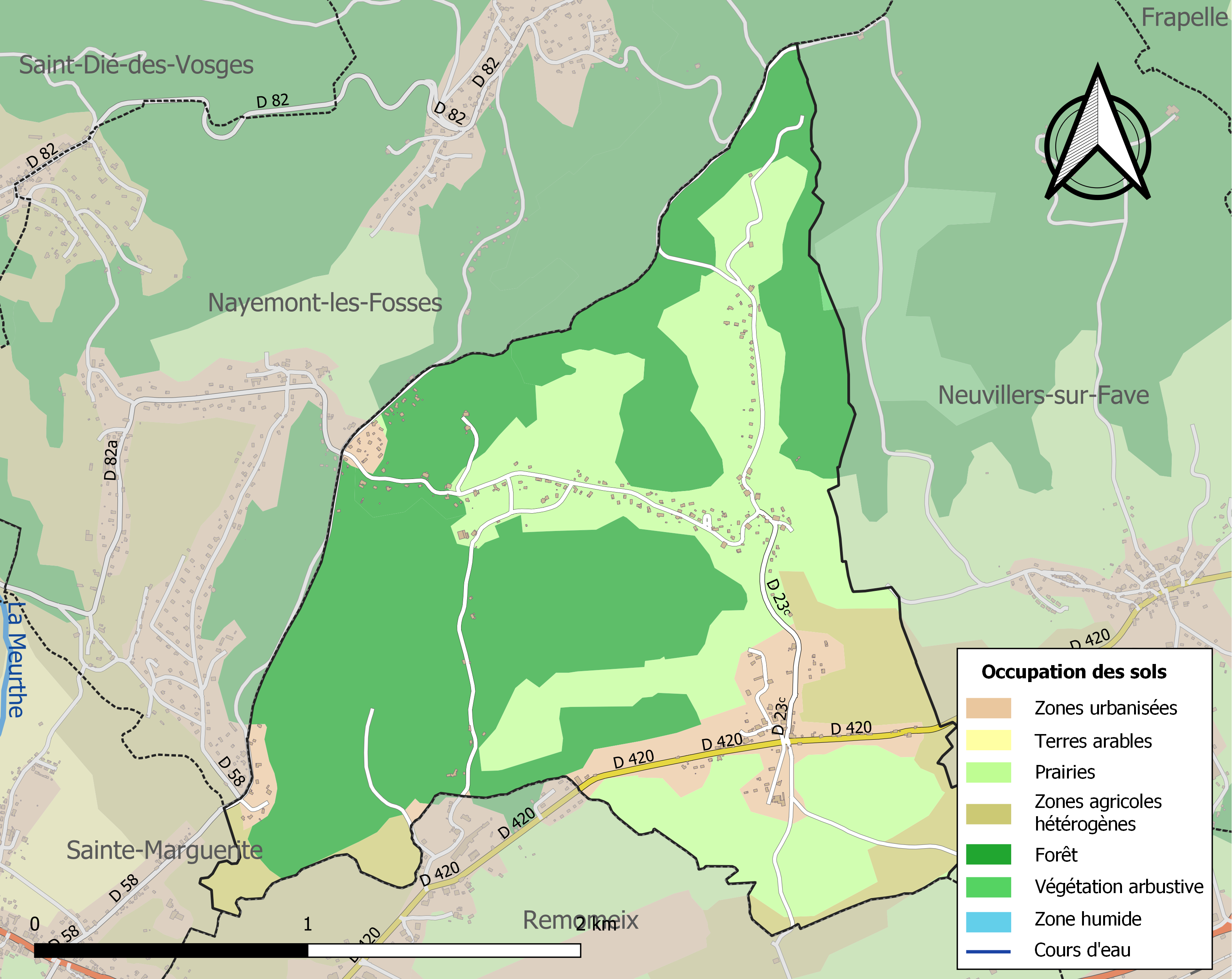
Carte des infrastructures et de l'occupation des sols de la commune en 2018 (CLC).

## Toponymie
Pair-et-Grandrupt doit son appellation à deux gros hameaux ou centres d'habitats dispersés, le Pair et Grandrupt.

Le nom de la localité est attesté sous les formes On finaige du Paire et Grand Ru (1535) ; Le Paire, Grand Rux (XVIe siècle) ; Le Paire-et-Grandrupt (1821).

Le Pair est attesté sous les formes Li vicaires don Paire desous Winifouse (1334) ; Don Paire subtus Spiscemberg (XIVe siècle) ; Le Paire de Grand Ruz (1594) ; Au Paire de Grandrupt (1721) ; Le Paire-de-Grand-Rupt (1753).

Le pair indique une association de mise en défense, induisant une protection de l'espace cultivé, contre le bétail divagant. Le nom d'une localité comme (le) Pair ne provient pas, comme les médiévistes ont souvent pu l'affirmer, d'un pariage entre deux seigneurs avant le XIIIe siècle ou au Moyen Âge central.
Grandrupt est attesté sous les formes Grant Ruy (1334) ; De Magno Rivo (XIVe siècle) ; Grant Rui (1438) ; Grant Ru (1505) ; Grant Rus (1518) ; Grant Rux (1553) ; Grand Ruz (1594) ; Grandrux (1753) ; Granru (1768) ; Grand Rupt (XVIIIe siècle).

Son toponyme vient de Grant et de ru qui signifie « grand ruisseau ». L’appellatif toponymique et hydronymique Rupt et –rupt désigne à l'origine un cours d'eau, un ru ou un ruisseau. Il est répandu en Lorraine et en Alsace, particulièrement dans le massif des Vosges (voir Rupt (toponyme)).

## Histoire
Le versant méridional de l'Ormont, entre Vanifosse et Frapelle, a été éparpillé entre une multitude de protecteurs ou seigneurs tout en gardant un noyau d'administration longtemps ecclésiastique à partir de la grande mairie, héritière d'un monastère, Bertrimoutier. Cette entité assurait le contrôle des habitants qui souvent encore au XIXe siècle portaient leurs morts au cimetière de Bertrimoutier.

### Temps anciens
Le Paire et Grandrupt forment un village du duché de Lorraine. Celui-ci a été détaché de Neuvillers, avec lequel il formait une seule grande communauté entre Nayemont et Frapelle à une date ancienne, probablement bien après que le vieux Villers eut été abandonné pour le nouveau Villers ou Neuvillers.
Mais il a existé une époque où les communautés montagnardes du versant méridional de l'Ormont avaient conscience d'appartenir à un vieil ensemble refuge dont un des centres-clefs était le vieux Villers. Les habitants du Pair-et-Grandrupt ont farouchement gardé depuis ce temps leurs droits d'usage, chauffage, marronnage, charronnage et clôture dans la forêt d'Ormont.

### Temps modernes
En 1594, il appartient à la prévôté de Saint-Dié et au bailliage de Nancy. Les différentes occupations françaises n'ont pas altéré cette organisation, mais le bailliage est placé à Saint-Dié en 1710.
Les gouvernants de la subdélégation française en 1751 pour le compte de Stanislas, duc de Lorraine, rappellent la coutume lorraine.
En 1710, des documents fiscaux montrent 23 foyers et quatre garçons. On peut estimer à plus d'une centaine et à moins de deux cents habitants en tenant de la misère et de l'extrême froidure, tantôt en glace, tantôt neige, durant les années 1680-1710.
La commune Le Paire-et-Grandrupt intègre le canton de Bertrimoutier, créé dans le nouveau district de Saint-Dié, du département des Vosges.

### Le Paire-et-Grandrupt en 1845

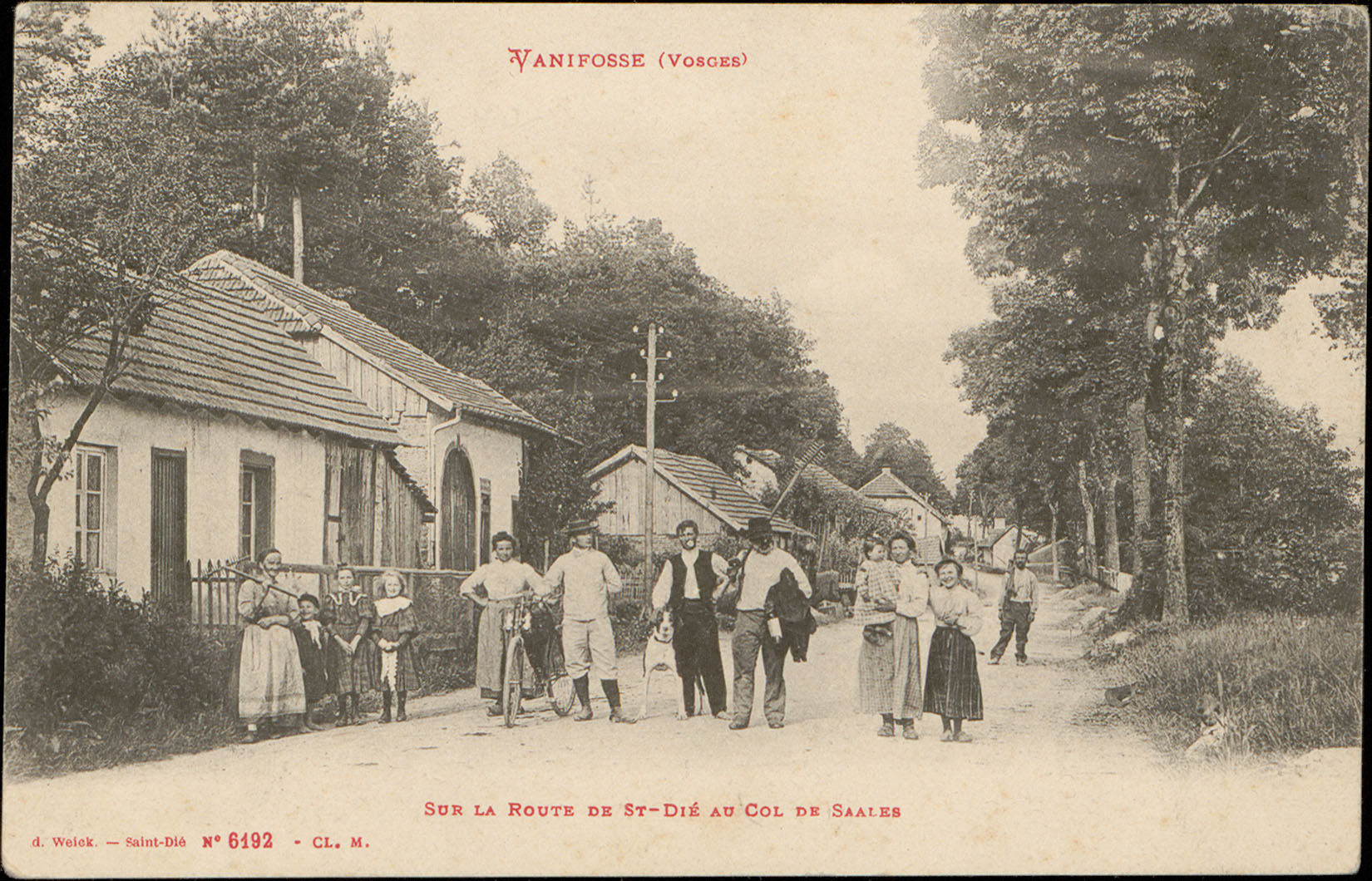
Vanifosse, sur la route de Saint-Dié au col de Saales (Adolphe Weick)

La statistique départementale signale que le cœur de cette modeste commune de 378 habitants est dans un vallon près de la rivière Fave, à 8 km de Saint-Dié et 65 km d'Épinal. Toutefois, la route départementale no 15, de Saint-Dié à Strasbourg, traverse le hameau de Vanifosse.
Ainsi, les hameaux principaux Grandrupt, Le Paire et Vanifosse, auxquels il faut adjoindre les censes nommées Les Ahelis, Bois du Paire, Champ du Bois, Goute du Paire et la Queshir, comptent 65 maisons, occupées par 95 ménages. Les enfants vont aux écoles des communes voisines, suivant la convenance.
38 électeurs censitaires ont seulement le droit et aussi le devoir d'élire un conseil de dix représentants, qui choisit le maire et son adjoint. En 1849, le maire Marchal et l'adjoint Cunin affrontent le premier exode des jeunes qui partent chercher un labeur mieux rétribué dans les usines de Saint-Dié.
La surface territoriale se restreint à 459 ha.
- 249 ha sont labourés en saison, on y sème du seigle voire du sarrasin, mais très peu de blé froment en automne, ainsi de l'avoine au printemps. Le lin, le chanvre et surtout la pomme de terre sont aussi cultivés ;
- 106 ha sont en prés, fourrières et prairies ;
- 55 ha en bois ;
- 7 ha en vergers et jardins.

Un moulin à grains et deux scieries qui fonctionnent en saison attestent de l'activité de transformation des ressources.

### Démographie historique
| 1710 | 1780 | 1802 | 1830 | 1839 | 1845 | 1847 | 1849 | 1867 |
| ---- | ---- | ---- | ---- | ---- | ---- | ---- | ---- | ---- |
| 100  | 160  | 120  | 175  | 364  | 378  | 378  | 369  | 377  |

| 1880 | 1887 | - | - | - | - | - | - | - |
| ---- | ---- | - | - | - | - | - | - | - |
| -    | 351  | - | - | - | - | - | - | - |

## Politique et administration

### Liste des maires
| Période                                  | Période  | Identité       | Étiquette | Qualité                          |
| ---------------------------------------- | -------- | -------------- | --------- | -------------------------------- |
| Les données manquantes sont à compléter. |          |                |           |                                  |
| 18 février 2015                          | 2020     | René Bastien   |           | Professeur d'histoire-géographie |
| 28 mai 2020                              | En cours | Jean-Marie Glé |           | [ 24 ]                           |

### Budget et fiscalité 2022
En 2022, le budget de la commune était constitué ainsi :
- total des produits de fonctionnement : 289 000 €, soit 559 € par habitant ;
- total des charges de fonctionnement : 268 000 €, soit 517 € par habitant ;
- total des ressources d'investissement : 121 000 €, soit 233 € par habitant ;
- total des emplois d'investissement : 80 000 €, soit 155 € par habitant ;
- endettement : 266 000 €, soit 505 € par habitant.

Avec les taux de fiscalité suivants :
- taxe d'habitation : 20,80 % ;
- taxe foncière sur les propriétés bâties : 36,45 % ;
- taxe foncière sur les propriétés non bâties : 22,93 % ;
- taxe additionnelle à la taxe foncière sur les propriétés non bâties : 0,00 % ;
- cotisation foncière des entreprises : 0,00 %.

Chiffres clés Revenus et pauvreté des ménages en 2021 : médiane en 2021 du revenu disponible, par unité de consommation : 25 200 €.

## Économie

### Entreprises et commerces

#### Agriculture
- Élevage de chevaux et d'autres équidés.

Centre équestre A.P.T.E.M., primé au niveau régional pour ses résultats en 2022 en endurance,.
- Élevage d'autres animaux.

#### Tourisme
- Hébergements et restauration à Saint-Dié-des-Vosges, Denipaire, La Croix-aux-Mines, Anould, La Voivre.

#### Commerces
- Commerces et services de proximité.

## Population et société

### Démographie

#### Évolution démographique
L'évolution du nombre d'habitants est connue à travers les recensements de la population effectués dans la commune depuis 1793. Pour les communes de moins de 10 000 habitants, une enquête de recensement portant sur toute la population est réalisée tous les cinq ans, les populations de référence des années intermédiaires étant quant à elles estimées par interpolation ou extrapolation. Pour la commune, le premier recensement exhaustif entrant dans le cadre du nouveau dispositif a été réalisé en 2006.

En 2022, la commune comptait 491 habitants, en évolution de −3,73 % par rapport à 2016 (Vosges : −2,96 %, France hors Mayotte : +2,11 %).
| 1793 | 1800 | 1806 | 1821 | 1831 | 1836 | 1841 | 1846 | 1856 |
| ---- | ---- | ---- | ---- | ---- | ---- | ---- | ---- | ---- |
| 54   | 111  | 99   | 152  | 305  | 364  | 378  | 369  | 360  |

| 1861 | 1866 | 1876 | 1881 | 1886 | 1891 | 1896 | 1901 | 1906 |
| ---- | ---- | ---- | ---- | ---- | ---- | ---- | ---- | ---- |
| 360  | 377  | 384  | 335  | 351  | 333  | 336  | 322  | 312  |

| 1911 | 1921 | 1926 | 1931 | 1936 | 1946 | 1954 | 1962 | 1968 |
| ---- | ---- | ---- | ---- | ---- | ---- | ---- | ---- | ---- |
| 302  | 290  | 272  | 256  | 259  | 235  | 217  | 217  | 200  |

| 1975 | 1982 | 1990 | 1999 | 2006 | 2011 | 2016 | 2021 | 2022 |
| ---- | ---- | ---- | ---- | ---- | ---- | ---- | ---- | ---- |
| 282  | 406  | 417  | 439  | 472  | 539  | 510  | 497  | 491  |

### Enseignement
Établissements d'enseignements : 
- Écoles maternelles et primaires à Nayemont-les-Fosses, Sainte-Marguerite, Raves, Coinches, Saint-Dié-des-Vosges.
- Collèges à Saint-Dié-des-Vosges.
- Lycées à Saint-Dié-des-Vosges.

### Santé
Professionnels et établissements de santé :
- Médecins à Le Beulay, Ban-de-Laveline, Provenchères-sur-Fave, Saulcy-sur-Meurthe, Saint-Michel-sur-Meurthe, Fraize, Anould.
- Pharmacies à Ban-de-Laveline, Provenchères-sur-Fave, Saulcy-sur-Meurthe, Saint-Michel-sur-Meurthe.
- Hôpitaux à Fraize, Sainte-Marie-aux-Mines, Senones, Le Bonhomme, Gerbépal, Raon-l'Étape.

### Cultes
- Culte catholique, Paroisse La-Sainte-Trinité[35], Diocèse de Saint-Dié.

## Lieux et monuments

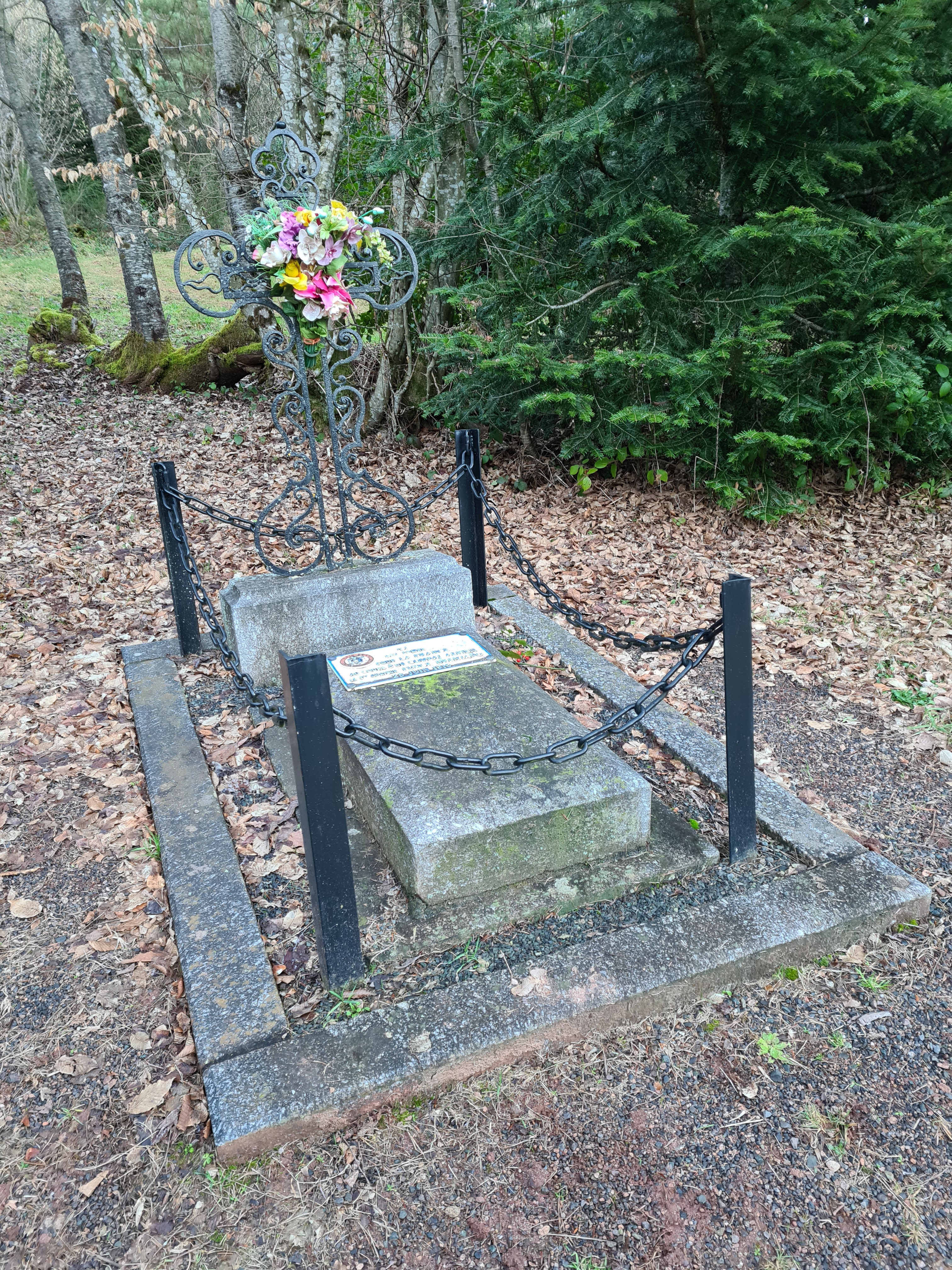
Tombe de l'aviateur Funck Brentano.

- Scierie hydraulique de Vanifosse[36],[37].
- Maisons et fermes du XVIIe siècle au XIXe siècle[38],[39],[40].
- Dans un vallon accessible par un petit chemin depuis la route carrossable qui, à partir du village de Nayemont-les-Fosses, mène au lieu-dit du Chêne de la Vierge, une tombe à l'emplacement où son avion fut abattu en 1916 garde le souvenir de l'aviateur français Claude Théophile Funck-Brentano[41].
- Monuments commémoratifs de Bertrimoutier[42].
- Plaques commémoratives 1914-1918 et 1939-1945 sur la façade de la Mairie

et Monument commémoratif du Sergent aviateur Théophile Funck-Brentano, dont l'avion a été abattu pendant la Première Guerre mondiale, dont la tombe se trouve à l’endroit où son avion est tombé.
La commune a été décorée le 22 octobre 1921 de la croix de guerre 1914-1918.

## Personnalités liées à la commune
- Richot Benoit	1757, Pair-et-Grandrupt	88, Nom de l'unité de combat : Régiment d’infanterie du Hainault[45] compagnie de Manoel, lorrain ayant combattu pour la guerre d'indépendance des Etats-Unis[46]
- Théophile Funck-Brentano, Sergent aviateur[47] pilote du Détachement N 73 de Corcieux[48].

## Pour approfondir